# Relaciones Chile-Macedonia del Norte
Las relaciones Chile-Macedonia del Norte son las relaciones internacionales entre la República de Chile y Macedonia del Norte.

## Relaciones comerciales
En 2021, el intercambio comercial entre ambos países ascendió a los 0,32 millones de dólares estadounidenses, lo que supuso un -27% de crecimiento promedio anual en los últimos cinco años. Los productos exportados por Chile fueron mejillones y salmones, mientras que Macedonia del Norte exportó mayoritariamente reptiles vivos, guantes de caucho y tapas de plástico.

## Misiones diplomáticas
- La embajada de Chile ante las Naciones Unidas concurre con representación diplomática a Macedonia del Norte.[2]
- Macedonia del Norte no cuenta con representaciones diplomáticas ni consulares en Santiago de Chile.[2]